# Saint-Crespin (Calvados)
Saint-Crespin, ook Saint-Crespin-sur-Vie, is een dorp in de Franse gemeente Mézidon Vallée d'Auge in het departement Calvados. Saint-Crespin ligt zo'n twee kilometer ten oosten van het dorpscentrum van Le Mesnil-Mauger. De Vie stroomt ten westen en zuiden van Saint-Crespin. Ten noordwesten van Saint-Crespin ligt de plaats Cerqueux-en-Auge.

## Geschiedenis
In de 16de eeuw werd de plaats vermeld als Sanctus Crispinus.
Op het eind van het ancien régime werd Saint-Crespin een gemeente. In 1815 werd de kleine buurgemeente Cerqueux-en-Auge opgeheven en bij Saint-Crespin gevoegd.
In 1973 werd de gemeente Saint-Crespin, samen met de gemeenten Sainte-Marie-aux-Anglais en Écajeul, bij de gemeente Le Mesnil-Mauger gevoegd in een zogenaamde "fusion association". Op 1 januari 2017 ging deze gemeente op in de commune nouvelle Mézidon Vallée d'Auge.

## Bezienswaardigheden
- De Église Saint-Crespin

Lijst van Franse gemeenten · Arrondissement Lisieux · Calvados · Normandië